# Dalla strada al palco (terza edizione)
La terza edizione di Dalla strada al palco è andata in onda in prima serata su Rai 2 il martedì dal 20 febbraio al 26 marzo 2024 per sei puntate con la conduzione di Nek ed è stata vinta da Alessio Spirito nella categoria di Danza acrobatica. La novità di quest'edizione è stata la presenza, all'interno di ogni puntata (tranne l'ultima), di altri artisti di strada provenienti da tutto il mondo che si sono esibiti fuori gara come ospiti. 

## Cast

### Passanti importanti
| Passanti importanti  | Puntate | Puntate | Puntate | Puntate | Puntate | Puntate | Totale |
| Passanti importanti  | 1       | 2       | 3       | 4       | 5       | 6       | Totale |
| -------------------- | ------- | ------- | ------- | ------- | ------- | ------- | ------ |
| Francesco Paolantoni |         |         |         |         |         |         | 2      |
| Iva Zanicchi         |         | 1       |         |         |         |         |        |
| Gabriele Cirilli     |         | 1       |         |         |         |         |        |
| Francesca Fialdini   |         | 1       |         |         |         |         |        |
| Biagio Izzo          |         | 1       |         |         |         |         |        |
| Claudia Gerini       |         | 1       |         |         |         |         |        |
| Raul Cremona         |         | 1       |         |         |         |         |        |
| Michela Adreozzi     |         | 1       |         |         |         |         |        |
| Flora Canto          |         | 1       |         |         |         |         |        |
| Alba Parietti        |         | 1       |         |         |         |         |        |
| Sergio Friscia       |         | 1       |         |         |         |         |        |

## Dettaglio delle puntate
Legenda
     L'artista di strada è tra i migliori scelti dal pubblico e accede alla puntata finale.
     L'artista di strada è stato ripescato dai passanti importanti e accede alla puntata finale.
     L'artista di strada è il vincitore dell'edizione e si aggiudica il premio di 10000 €.

### Prima puntata
- Messa in onda: 20 febbraio 2024
- Passanti importanti: Iva Zanicchi, Francesco Paolantoni

| Ordine di esibizione | Artista di strada  | Esibizione                 | Voti ricevuti dal pubblico |
| -------------------- | ------------------ | -------------------------- | -------------------------- |
| 1                    | Renata e Daniele   | Pianoforte                 | 681                        |
| 2                    | Esteriore Brothers | Canto                      | 671                        |
| 3                    | Salvatore          | Giocoleria                 | 745                        |
| 4                    | Duo Rainmakers     | Trapezio                   | 822                        |
| 5                    | Samuel e Simone    | Batteria, Canto e Chitarra | 685                        |
| 6                    | Mariangela         | Danza                      | 694                        |
| 7                    | Paola Torres       | Canto                      | 755                        |
| 8                    | Truzzi volanti     | Ginnastica artistica       | 813                        |
| 9                    | Human Boyz         | Hip Hop                    | 744                        |
| 10                   | Matteo Fraziano    | Illusionismo               | 843                        |
| 11                   | Roberto Lai        | Canto e Chitarra           | 708                        |

### Seconda puntata
- Messa in onda: 27 febbraio 2024
- Passanti importanti: Gabriele Cirilli, Francesca Fialdini

| Ordine di esibizione | Artista di strada                 | Esibizione                | Voti ricevuti dal pubblico |
| -------------------- | --------------------------------- | ------------------------- | -------------------------- |
| 1                    | Y Knot                            | K-pop                     | 678                        |
| 2                    | Aristea Duo                       | Canto e Chitarra          | 619                        |
| 3                    | Ghost                             | Giocoleria                | 735                        |
| 4                    | Luca Spadaro e Vittorio Schiavone | Danza                     | 739                        |
| 5                    | Badisco                           | Canto                     | 843                        |
| 6                    | Ylenia Monno                      | Danza circense            | 811                        |
| 7                    | Matteo Cascavilla                 | Sassofono                 | 696                        |
| 8                    | Veronica Gonzalez                 | Spettacolo con marionette | 668                        |
| 9                    | Blue Mamba & Mr. Pope             | Danza su trampoli         | 724                        |
| 10                   | Pianoforte gigante                | Pianoforte e Chitarra     | 738                        |
| 11                   | DEspaux                           | Canto                     | 801                        |

### Terza puntata
- Messa in onda: 5 marzo 2024
- Passanti importanti: Biagio Izzo, Francesco Paolantoni

| Ordine di esibizione | Artista di strada       | Esibizione              | Voti ricevuti dal pubblico |
| -------------------- | ----------------------- | ----------------------- | -------------------------- |
| 1                    | Blackwood               | Canto e Violino         | 777                        |
| 2                    | Mercenari d'Oriente     | Spettacolo con il fuoco | 736                        |
| 3                    | Luca De Gregorio        | Canto e Chitarra        | 702                        |
| 4                    | Nicola Pesaresi         | Ventriloquia            | 788                        |
| 5                    | Susy Sand Artist        | Disegno con la sabbia   | 817                        |
| 6                    | Sen                     | Canto e Chitarra        | 774                        |
| 7                    | Christian Carapezza     | Fachiro                 | 680                        |
| 8                    | Simon Evans & Lisa Bell | Canto e Chitarra        | 621                        |
| 9                    | The Flying Twins        | Danza acrobatica        | 778                        |
| 10                   | Scream & Shout          | Canto e Strumenti       | 699                        |
| 11                   | Blackroll               | Beatbox                 | 801                        |

### Quarta puntata
- Messa in onda: 12 marzo 2024
- Passanti importanti: Claudia Gerini, Raul Cremona

| Ordine di esibizione | Artista di strada                   | Esibizione                   | Voti ricevuti dal pubblico |
| -------------------- | ----------------------------------- | ---------------------------- | -------------------------- |
| 1                    | Douì                                | Canto e Chitarra             | 583                        |
| 2                    | Samuele Manfredini                  | Danza circense               | 733                        |
| 3                    | Banda storta                        | Band di Ottoni e Percussioni | 697                        |
| 4                    | Mariana Avila & Alexandre Bellarosa | Tango                        | 802                        |
| 5                    | Scars                               | Canto                        | 689                        |
| 6                    | Simona Gollini                      | Spettacolo con burattini     | 642                        |
| 7                    | Diego Donadonibus                   | Ciclismo                     | 810                        |
| 8                    | Lapard                              | Canto                        | 724                        |
| 9                    | Alessio Spirito                     | Danza acrobatica             | 846                        |
| 10                   | Drumz 'n' basez                     | Batteria                     | 668                        |
| 11                   | Valerio Ananse                      | Canto e Chitarra             | 653                        |
| 12                   | Lottaboyz                           | Break dance                  | 776                        |

### Quinta puntata
- Messa in onda: 19 marzo 2024
- Passanti importanti: Michela Andreozzi, Flora Canto

| Ordine di esibizione | Artista di strada       | Esibizione                        | Voti ricevuti dal pubblico |
| -------------------- | ----------------------- | --------------------------------- | -------------------------- |
| 1                    | Gipsy Raw               | Danza                             | 657                        |
| 2                    | Federica Liuzzo         | Danza acrobatica                  | 764                        |
| 3                    | Alessia Ardì            | Canto                             | 753                        |
| 4                    | Paola Rota              | Danza su trampoli                 | 640                        |
| 5                    | Mago Pako               | Cartomagia                        | 783                        |
| 6                    | Biliku                  | Danza aerea                       | 589                        |
| 7                    | Anonima Armonisti       | Canto e Beatbox                   | 798                        |
| 8                    | Wanda Circus            | Spettacolo con burattini          | 632                        |
| 9                    | Marco Di Menza          | Violino                           | 809                        |
| 10                   | Tommaso Maria Parazzoli | Tip tap                           | 742                        |
| 11                   | Silvia Grossi           | Danza e Giocoleria                | 662                        |
| 12                   | Kris Juggling           | Spettacolo con bastoni illuminati | 712                        |

### Sesta puntata
- Messa in onda: 26 marzo 2024
- Passanti importanti: Alba Parietti, Sergio Friscia

| Ordine di esibizione | Artista di strada                   | Esibizione            | Voti ricevuti dal pubblico |
| -------------------- | ----------------------------------- | --------------------- | -------------------------- |
| 1                    | Nicola Pesaresi                     | Ventriloquia          | 687                        |
| 2                    | Duo Rainmakers                      | Trapezio              | 735                        |
| 3                    | DEspaux                             | Canto                 | 705                        |
| 4                    | Mariana Avila & Alexandre Bellarosa | Tango                 | 727                        |
| 5                    | Marco Di Menza                      | Violino               | 800                        |
| 6                    | Susy Sand Artist                    | Disegno con la sabbia | 762                        |
| 7                    | Anonima Armonisti                   | Canto e Beatbox       | 725                        |
| 8                    | Ylenia Monno                        | Danza circense        | 827                        |
| 9                    | Diego Donadonibus                   | Ciclismo              | 790                        |
| 10                   | Tommaso Maria Parazzoli             | Tip tap               | 721                        |
| 11                   | Paola Torres                        | Canto                 | 750                        |
| 12                   | Alessio Spirito                     | Danza acrobatica      | 832                        |
| 13                   | Matteo Fraziano                     | Illusionismo          | 819                        |
| 14                   | Blackroll                           | Beatbox               | 761                        |
| 15                   | Badisco                             | Canto                 | 724                        |

## Ascolti
| Puntata | Messa in onda    | Telespettatori | Share |
| ------- | ---------------- | -------------- | ----- |
| 1       | 20 febbraio 2024 | 1 027 000      | 6,07% |
| 2       | 27 febbraio 2024 | 1 039 000      | 6,30% |
| 3       | 5 marzo 2024     | 1 068 000      | 6,40% |
| 4       | 12 marzo 2024    | 1 110 000      | 6,80% |
| 5       | 19 marzo 2024    | 1 019 000      | 6,60% |
| 6       | 26 marzo 2024    | 1 149 000      | 7,20% |
| Media   | Media            | 1 069 000      | 6,56% |